# Senad Lulić
Senad Lulić (* 18. Januar 1986 in Mostar) ist ein ehemaliger bosnisch-schweizerischer Fußballspieler, der zuletzt bei Lazio Rom in der Serie A unter Vertrag stand.

## Karriere
Senad Lulić begann seine Karriere in der Saison 2003/04 bei Chur 97 in der 1. Liga. Im Sommer 2006 wechselte er zur AC Bellinzona, wo er sich in der Saison 2006/07 zum Stammspieler aufdrängte und viele Einsätze in der Challenge League erhielt. In der Saison 2007/08 schoss er 10 Tore in 33 Spielen für Bellinzona und zog damit das Interesse der Super-League-Vereine auf sich. Im Sommer 2008 kaufte ihn der Grasshopper Club Zürich. Auch dort schaffte er es zum Stammspieler und erhielt viele Einsätze. Seine Leistungen bei Bellinzona brachten ihm zudem einen Einsatz im Nationalteam Bosnien-Herzegowinas, für das er am 1. Juni 2008 in einem Freundschaftsspiel gegen Aserbaidschan debütierte.
Am 17. Mai 2010 wurde bekannt gegeben, dass Senad Lulić von GC zum BSC Young Boys wechselt. Nur ein Jahr später unterschrieb Lulić am 16. Juni 2011 einen Fünfjahresvertrag beim italienischen Traditionsklub Lazio Rom.
Nach einem Stadtderby zwischen Lazio und dem AS Rom während der Saison 2016/2017 beleidigte Senad Lulić den AS-Rom-Spieler Antonio Rüdiger. Deswegen wurde er für 20 Tage gesperrt und musste eine Buße in der Höhe von 10.000 Euro bezahlen. Die Sperre begann Ende Dezember 2016 und Lulić verpasste somit ein Spiel seines Vereins gegen den FC Crotone. Im Sommer 2021 verließ er Lazio Rom und beendete nach einjähriger Vereinslosigkeit im Sommer 2022 seine Karriere.

## Erfolge
- Coppa-Italia-Sieger: 2012/13, 2018/19
- Italienischer Supercupsieger: 2017, 2019